# Marina (munk)
Marina, även kallad Munken Marina, Pelagia och Maria av Alexandria var en kvinna som klädde ut sig till man för att kunna gå in i en munkorden. Hon dyrkas som helgon i den koptiska, den katolska och den ortodoxa kyrkan. 
Marina levde i bysantinska Syrien.  Den första hagiografin om henne dateras till mellan 525 och 650 och hon bör alltså ha levt på 400-talet, 500- eller 600-talet.  När hennes far ville gifta bort henne för att kunna gå i kloster, klädde hon istället ut sig till man och blev munk i samma kloster som sin far. 
Hon anklagades av en dottern till en värdshusvärd, som fött ett utomäktenskapligt barn, för att vara dennas far. Hon nekade inte utan bad bara abboten att förlåta hennes synder. När abboten förvisade henne ur klostret och hon tvingades ta hand om det barn hon påstods vara far till, levde hon i flera år utanför klostret och tog hand om barnet. Abboten tillät henne så småningom att återinträda i klostret under tung botgöring, samtidigt som hon hänvisades till att ta hand om de tyngsta sysslorna och ta hand om barnet. 
När hon avled, upptäcktes hennes biologiska kön. Både abboten och värdshusvärlden ångrade då den orättvisa som begåtts mot henne. Hon förklarades som helgon sedan en blind munk som vidrört hennes lik återfått synen. 